# CZW Best of the Best
Pour les articles homonymes, voir Best of the Best (homonymie).
Best of the Best est un tournoi professionnel de catch à la Combat Zone Wrestling. Ce rendez-vous annuel était originellement destiné aux cruiserweight (poids-moyens). Il a commencé en 2001, il a depuis eu lieu chaque année, mis à part en 2010.
Traditionnellement, le premier tour est un Three-Way Dance.

## Historique des vainqueurs
| Année | Vainqueur             |
| ----- | --------------------- |
| 2001  | The Winger            |
| 2002  | Trent Acid            |
| 2003  | B-Boy                 |
| 2004  | Sonjay Dutt           |
| 2005  | Mike Quackenbush      |
| 2006  | Ruckus                |
| 2007  | Joker                 |
| 2008  | Sabian                |
| 2009  | Egotistico Fantastico |
| 2011  | Adam Cole             |
| 2012  | Sami Callihan         |

## Historique du tournoi

### Best of the Best(2001)
Le premier tournoi Best of the Best eu lieu le 19 mai 2001 au Champs Soccer Arena à Sewell dans le New Jersey.
| Qualifié(s)                 | Éliminé           |              |              |              |
| Premier tour                | Premier tour      | Premier tour | Premier tour | Premier tour |
| --------------------------- | ----------------- | ------------ | ------------ | ------------ |
| Amazing Red et Winger       | Ric Blade         |              |              |              |
| Mark Briscoe et Jay Briscoe | Nick Mondo        |              |              |              |
| Minoru Fujita et Nick Berk  | Jose Maximo       |              |              |              |
| Trent Acid et Ruckus        | Joel Maximo       |              |              |              |
| Deuxième tour               |                   |              |              |              |
| Winger                      | Amazing Red       |              |              |              |
| Jay Briscoe                 | Mark Briscoe      |              |              |              |
| Minoru Fujita               | Nick Berk         |              |              |              |
| Trent Acid                  | Juventud Guerrera |              |              |              |
| Demi-finale                 |                   |              |              |              |
| Winger                      | Minoru Fujita     |              |              |              |
| Trent Acid                  | Jay Briscoe       |              |              |              |
| Finale                      |                   |              |              |              |
| Winger                      | Trent Acid        |              |              |              |

Winger remporte ainsi le premier tournoi Best of the Best.

### Best of the Best 2 (2002)
Le second tournoi Best of the Best prit place le 8 juin 2002 à la CZW Arena à Philadelphie.
| Qualifié(s)                  | Éliminé         |              |              |              |
| Premier tour                 | Premier tour    | Premier tour | Premier tour | Premier tour |
| ---------------------------- | --------------- | ------------ | ------------ | ------------ |
| Trent Acid et M-Dogg 20      | Gabriel         |              |              |              |
| Super Dragon et B-Boy        | Nick Berk       |              |              |              |
| Ruckus et Tony Mamaluke      | Maxx Fuery      |              |              |              |
| Jodie Fleisch et Jonny Storm | Johnny Kashmere |              |              |              |
| Deuxième tour                |                 |              |              |              |
| Trent Acid                   | M-Dogg 20       |              |              |              |
| B-Boy                        | Super Dragon    |              |              |              |
| Ruckus                       | Tony Mamaluke   |              |              |              |
| Jodie Fleisch                | Jonny Storm     |              |              |              |
| Demi-finale                  |                 |              |              |              |
| Trent Acid                   | B-Boy           |              |              |              |
| Jodie Fleisch                | Ruckus          |              |              |              |
| Finale                       |                 |              |              |              |
| Trent Acid                   | Jodie Fleisch   |              |              |              |

Trent Acid devient ainsi le second vainqueur du tournoi Best of the Best, après sa défaite en finale l'année précédente.

### Best of the Best 3 (2003)
Le troisième tournoi Best of the Best prit place, comme l'année précédente, à la CZW Arena, le 12 avril 2003 à Philadelphie.
| Qualifié(s)               | Éliminé       |              |              |              |
| Premier tour              | Premier tour  | Premier tour | Premier tour | Premier tour |
| ------------------------- | ------------- | ------------ | ------------ | ------------ |
| Ruckus et Sonjay Dutt     | Chris Cash    |              |              |              |
| Ric Blade et Trent Acid   | Tony Mamaluke |              |              |              |
| B-Boy et Lil Cholo        | Deranged      |              |              |              |
| Jimmy Rave et Jay Briscoe | A.J. Styles   |              |              |              |
| Deuxième tour             |               |              |              |              |
| Sonjay Dutt               | Mark Briscoe  |              |              |              |
| Trent Acid                | Ric Blade     |              |              |              |
| B-Boy                     | Lil Cholo     |              |              |              |
| Jay Briscoe               | Jimmy Rave    |              |              |              |
| Demi-finale               |               |              |              |              |
| Sonjay Dutt               | Trent Acid    |              |              |              |
| B-Boy                     | Jay Briscoe   |              |              |              |
| Finale                    |               |              |              |              |
| B-Boy                     | Sonjay Dutt   |              |              |              |

B-Boy remporte ainsi la troisième édition du tournoi Best of the Best.

### Best of the Best 4 (2004)
Le troisième tournoi Best of the Best prit place, comme l'année précédente, à la CZW Arena, le 10 juillet 2004 à Philadelphie.
| Qualifié(s)                   | Éliminé         |              |              |              |
| Premier tour                  | Premier tour    | Premier tour | Premier tour | Premier tour |
| ----------------------------- | --------------- | ------------ | ------------ | ------------ |
| Homicide et Jack Evans        | Chris Cash      |              |              |              |
| B-Boy et Roderick Strong      | Jimmy Rave      |              |              |              |
| Alex Shelley et Bobby Quance  | Ruckus          |              |              |              |
| Petey Williams et Sonjay Dutt | Nate Webb       |              |              |              |
| Deuxième tour                 |                 |              |              |              |
| Homicide                      | Jack Evans      |              |              |              |
| Roderick Strong               | B-Boy           |              |              |              |
| Bobby Quance                  | Alex Shelley    |              |              |              |
| Sonjay Dutt                   | Petey Williams  |              |              |              |
| Demi-finale                   |                 |              |              |              |
| Roderick Strong               | Homicide        |              |              |              |
| Sonjay Dutt                   | Bobby Quance    |              |              |              |
| Finale                        |                 |              |              |              |
| Sonjay Dutt                   | Roderick Strong |              |              |              |

B-Boy remporte ainsi la quatrième édition du tournoi Best of the Best, après sa défaite en finale l'année passée.

### Best of the Best 5 (2005)
Le cinquième tournoi Best of the Best prit place, comme l'année précédente, à la CZW Arena, le 14 mai 2005 à Philadelphie.
Contrairement aux années précédente, le premier tour n'était pas un Three-Way Dance et le tournoi n'était plus réservé aux cruiserweight. La finale était un Fatal-4 Way match.
| Qualifié           | Éliminé(s)                         |              |              |              |
| Premier tour       | Premier tour                       | Premier tour | Premier tour | Premier tour |
| ------------------ | ---------------------------------- | ------------ | ------------ | ------------ |
| Super Dragon       | Chris Bosh                         |              |              |              |
| El Generico        | Excalibur                          |              |              |              |
| Chris Hero         | Brandon Thomaselli                 |              |              |              |
| Kevin Steen        | Kenny the Bastard                  |              |              |              |
| Mike Quackenbush   | Arik Cannon                        |              |              |              |
| Claudio Castagnoli | Derek Frazier                      |              |              |              |
| B-Boy              | Sabian                             |              |              |              |
| Ebessan            | Nate Webb                          |              |              |              |
| Deuxième tour      |                                    |              |              |              |
| Super Dragon       | El Generico                        |              |              |              |
| Kevin Steen        | Chris Hero                         |              |              |              |
| Mike Quackenbush   | Claudio Castagnoli                 |              |              |              |
| B-Boy              | Ebessan                            |              |              |              |
| Finale             |                                    |              |              |              |
| Mick Quackenbush   | B-Boy, Kevin Steen et Super Dragon |              |              |              |

Mick Quackenbush remporte ainsi la cinquième édition du tournoi Best of the Best.

### Best of the Best 6 (2006)
Le sixième tournoi Best of the Best prit place, comme l'année précédente, à la CZW Arena, le 13 mai 2006 à Philadelphie.
Cette édition a vu le retour des Three-Way Dance, le Fatal-4 Way match en finale est tout de même conservé.
| Qualifié(s)                           | Éliminé(s)                                  |              |              |              |
| Premier tour                          | Premier tour                                | Premier tour | Premier tour | Premier tour |
| ------------------------------------- | ------------------------------------------- | ------------ | ------------ | ------------ |
| Austin Aries et B-Boy                 | Jigsaw                                      |              |              |              |
| Roderick Strong et Claudio Castagnoli | Jay Lethal                                  |              |              |              |
| Sabian et Matt Sydal                  | Sonjay Dutt                                 |              |              |              |
| Christopher Daniels et Ruckus         | Derek Frazier                               |              |              |              |
| Deuxième tour                         |                                             |              |              |              |
| Austin Aries                          | B-Boy                                       |              |              |              |
| Claudio Castagnoli                    | Roderick Strong                             |              |              |              |
| Sabian                                | Matt Sydal                                  |              |              |              |
| Ruckus                                | Cristopher Daniels                          |              |              |              |
| Finale                                |                                             |              |              |              |
| Ruckus                                | Austin Aries, Claudio Castagnoli and Sabian |              |              |              |

Ruckus remporte ainsi la sixième édition du tournoi Best of the Best et conserve son Championnat du monde de la CZW.

### Best of the Best 7 (2007)
Le septième tournoi Best of the Best prit place, comme l'année précédente, à la CZW Arena, le 14 juillet 2007 à Philadelphie. 
Le Fatal-4 Way match est désormais en demi-finale, la finale redevient un 1 vs 1. Les Three-Way Dance sont à nouveau supprimés.
| Qualifié           | Éliminé(s)                                   |              |              |              |
| Premier tour       | Premier tour                                 | Premier tour | Premier tour | Premier tour |
| ------------------ | -------------------------------------------- | ------------ | ------------ | ------------ |
| Human Tornado      | Ruckus                                       |              |              |              |
| Ricochet           | Chuck Taylor                                 |              |              |              |
| B-Boy              | Cheech                                       |              |              |              |
| Ricky Reyes        | Sal Thomaselli                               |              |              |              |
| Jigsaw             | Grim Reefer                                  |              |              |              |
| Brandon Thomaselli | Cloudy                                       |              |              |              |
| Joker              | Drake Younger                                |              |              |              |
| Demi-finale        |                                              |              |              |              |
| Joker              | Ricky Reyes, Human Tornado et Scotty Vortekz |              |              |              |
| B-Boy              | Ricochet, Jigsaw et Brandon Thomaselli       |              |              |              |
| Finale             |                                              |              |              |              |
| Joker              | B-Boy                                        |              |              |              |

Joker remporte ainsi la septième édition du tournoi Best of the Best.

### Best of the Best 8 (2008)
Le huitième tournoi Best of the Best prit place, comme l'année précédente, à la CZW Arena, le 10 mai 2008 à Philadelphie.
LuFisto devint la première femme à participer à ce tournoi.
Le tournoi revenait comme aux premières versions, exception du Three-Way Dance qui devient un Triple Threat match.
| Qualifié           | Éliminé(s)                                |              |              |              |
| Premier tour       | Premier tour                              | Premier tour | Premier tour | Premier tour |
| ------------------ | ----------------------------------------- | ------------ | ------------ | ------------ |
| LuFisto            | Josh Prohibition et Scotty Vortekz        |              |              |              |
| Drew Gulak         | Pinkie Sanchez et Spyral BKNY             |              |              |              |
| Sabian             | Drake Younger, Bruce Maxwell et TJ Cannon |              |              |              |
| Chuck Taylor       | Ricochet et Stupefied                     |              |              |              |
| Demi-finak         |                                           |              |              |              |
| Chuck Taylor       | LuFisto                                   |              |              |              |
| Sabian             | Drew Gulak                                |              |              |              |
| Finale             |                                           |              |              |              |
| Sabian             | Chuck Taylor                              |              |              |              |
| Match hors tournoi |                                           |              |              |              |
| Chuck Taylor       | Sabian                                    |              |              |              |

Sabian remporte ainsi la huitième édition du tournoi Best of the Best.

### Best of the Best 9 (2009)
Le neuvième tournoi Best of the Best prit place, comme l'année précédente, à la CZW Arena, le 13 juin 2009 à Philadelphie.
| Qualifié              | Éliminé(s)                  |              |              |              |
| Premier tour          | Premier tour                | Premier tour | Premier tour | Premier tour |
| --------------------- | --------------------------- | ------------ | ------------ | ------------ |
| Ryan McBride          | B-Boy                       |              |              |              |
| Carter Gray           | Scotty Vortekz              |              |              |              |
| Sami Callihan         | Greg Excellent              |              |              |              |
| Devon Moore           | Pinkie Sanchez              |              |              |              |
| Shiima Xion           | Sabian                      |              |              |              |
| Egotistico Fantastico | Drew Blood                  |              |              |              |
| Demi-finale           |                             |              |              |              |
| Sami Callihan         | Ryan McBride et Carter Gray |              |              |              |
| Egotistico Fantastico | Shiima Xion et Devon Moore  |              |              |              |
| Finale                |                             |              |              |              |
| Egotistico Fantastico | Sami Callihan               |              |              |              |

Egotistico Fantastico remporte ainsi la neuvième édition du tournoi Best of the Best, le CZW Iron Man Championship et conserve son CZW World Junior Heavyweight Championship

### Best of the Best X (2011)
La dixième édition du tournoi Best of the Best eu lieu le 9 avril 2011.
| Qualifié         | Éliminé(s)                      |              |              |              |
| Premier tour     | Premier tour                    | Premier tour | Premier tour | Premier tour |
| ---------------- | ------------------------------- | ------------ | ------------ | ------------ |
| Zack Sabre, Jr.  | Jonathan Gresham et Akuma       |              |              |              |
| Adam Cole        | Johnny Gargano et Kyle O'Reilly |              |              |              |
| Daisuke Sekimoto | Chuck Taylor et Brandon Gatson  |              |              |              |
| Sami Callihan    | Jake Crist et AR Fox            |              |              |              |
| Demi-finale      |                                 |              |              |              |
| Adam Cole        | Zack Sabre' Jr.                 |              |              |              |
| Sami Callihan    | Daisuke Sekimoto                |              |              |              |
| Finale           |                                 |              |              |              |
| Adam Cole        | Sami Callihan                   |              |              |              |

Adam Cole remporte ainsi la dixième édition du tournoi Best of the Best.

### Best of the Best 11 (2012)
La onzième édition du tournoi Best of the Best eu lieu le 14 avril 2012.
| Qualifié        | Éliminé(s)                            |              |              |              |
| Premier tour    | Premier tour                          | Premier tour | Premier tour | Premier tour |
| --------------- | ------------------------------------- | ------------ | ------------ | ------------ |
| Sami Callihan   | Trent 7, Drake Younger et MK McKinnan |              |              |              |
| Alex Colon      | Willie Mack et Greg Excellent         |              |              |              |
| Samuray Del Sol | Chuck Taylor et Johnny Gargano        |              |              |              |
| AR Fox          | ACH et Lince Dorado                   |              |              |              |
| Demi-finale     |                                       |              |              |              |
| Sami Callihan   | Alex Colon                            |              |              |              |
| AR Fox          | Samuray Del Sol                       |              |              |              |
| Finale          |                                       |              |              |              |
| Sami Callihan   | AR Fox                                |              |              |              |

Sami Callihan remporte ainsi la onzième édition du tournoi Best of the Best et conserve son CZW World Junior Heavyweight Championship

## Note
1. ↑  Le Championnat du monde de la CZW qu'avait Ruckus était en jeu dans le tournoi, et ceux, jusqu'à la finale.
2. ↑  Ce match était pour le Championnat du monde poids-moyens de la CZW.